# Mathieu Buisson
Mathieu-François-Régis Buisson (écrit aussi Matthieu-François-Régis Buisson ou Matthieu Buisson) est un médecin français. Né à Lyon en 1776, il est décédé à Paris soit en octobre 1804, soit le 27 octobre 1805, soit le 8 octobre 1806.

## Biographie
Cousin et élève de Bichat, il collabore à ses travaux notamment pour le Traité d'anatomie descriptive (1803).

## Œuvres
- De la division la plus naturelle des phénomènes physiologiques, imp. Feugueray (Paris), 1802, Texte intégral.
- Dissertation sur le choléra-morbus, 1813.
- Traité de l'hydrophobie (vulgairement appelée rage) suivi des moyens préservatifs et curatifs, Paris, 1825, Texte intégral.

En collaboration
- avec Philibert Joseph Roux, Traité d'anatomie descriptive par Xav. Bichat,  Nouvelle édition, Éditeurs : Brosson (Paris), Gabon (Paris), 1812:

1. Tome premier, lire en ligne sur Gallica
2. Tome second, lire en ligne sur Gallica
3. Tome troisième, lire en ligne sur Gallica
4. Tome quatrième, lire en ligne sur Gallica
5. Tome cinquième, lire en ligne sur Gallica

- avec Philibert Joseph Roux, Traité d'anatomie descriptive par Xavier Bichat,  Nouvelle édition revue et corrigée, Éditeurs : Gabon (Paris), J.-S. Chaudé (Paris), 1829:

1. Tome premier, lire en ligne sur Gallica
2. Tome deuxième, lire en ligne sur Gallica
3. Tome troisième, lire en ligne sur Gallica
4. Tome quatrième, lire en ligne sur Gallica
5. Tome cinquième, lire en ligne sur Gallica